# Дайсьо

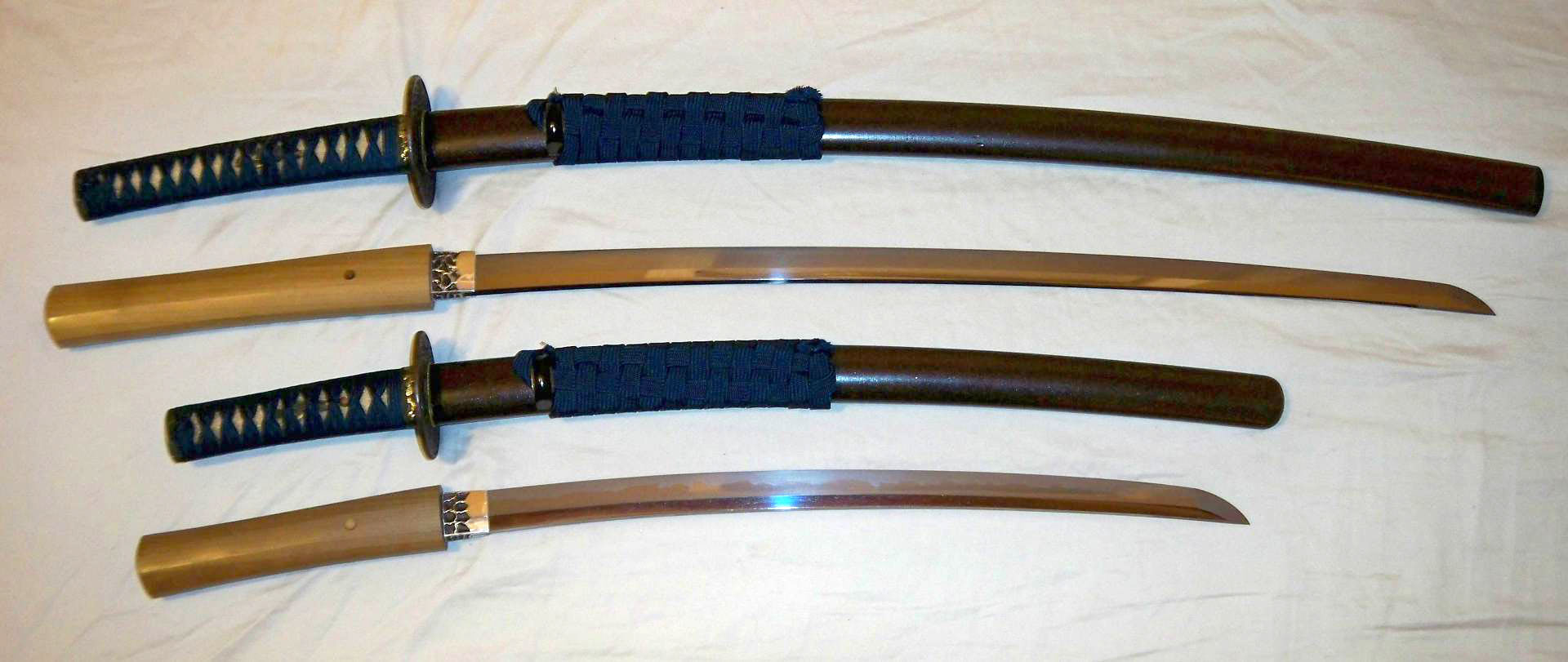
Дайсьо періоду Едо. Зверху катана, знизу вакідзасі.

Хідзіката Тосідзо з парою мечів.

Дайсьо, або дайшьо (яп. 大小, だいしょう, великий і малий) — пара мечів різної довжини, які традиційно носили представники військового стану в Японії. Складається  з великого (яп. 大刀, дайто) і малого (яп. 小刀, сьото) мечів.

## Короткі відомості
Довжина великого меча — понад 66 см, а малого — 33—66 см. Великий меч служив основною зброєю самурая, а малий — запасною або додатковою. Пара мечів застосовувалася в ближньому бою — для оборони чи відсікання голів — або під час вчинення ритуального самогубства.
Пара мечів використовувалася виключно військовим станом, що було закріплено законодавчо. Вони були однією з найважливіших складових образу самурая, його становим посвідченням. В ідеалі, воїн повинен був постійно тримати два мечі в чистоті і порядку, щоб бути завжди напоготові до битви.
Інші стани і прошарки населення могли використовувати лише один з пари мечів  — або великий, або малий.
Самурайський етикет вимагав знімати великий меч при вході до будинку. Як правило, зброя залишалася у слуги або на спеціальній підставці. Малий же меч вояки завжди носили при собі, як оберег.
Вперше традиція носіння пари мечів з'явилася в 14 столітті, в період Муроматі. Початково роль великого меча виконував довгий клинок таті, а роль малого — катана. Проте з 15 століття остання стала носитися як великий меч, а місце малого посів короткий клинок вакідзасі. В цей же час закріпився звичай носіння мечів за поясом лезом вгору. Зброя виймалася з піхов зверху вниз як лівою, так і правою рукою. Остаточно традиція носіння пари мечів оформилася в 16 столітті. Повсякденною парою мечів дайсьо були катана і вакідзасі, а парадною — тачі та ніж танто.